# The News Minute
The News Minute，印度數位新聞平台，總部位於卡納塔克邦邦加羅爾，由現任執行長維涅什·韋洛爾（Vignesh Vellore）於2014年創立。除卡納塔克邦外，該公司還在泰倫加納邦、安得拉邦、泰米爾納德邦和喀拉拉邦設有辦事處。

## 歷史
The News Minute由維涅什·韋洛爾（Vignesh Vellore）於2014年創立。2015年12月，韋洛爾在接受《Mint》的採訪時提到，該網站目前已僱用12名員工。The News Minute已從拉加夫·巴爾的公司獲得了一筆金額不詳的資金。他們在2019年籌集了第二輪資金，金額未公開；計劃用這些資金聘請更多記者和編輯，並擴大報告範圍。韋洛爾表示，The News Minute旨在利用用户界面（UI）「以便讓觀眾深入參與我們發表的內容。」
高級編輯（Geetika Mantri）因其2020年10月的文章〈蘇特·辛·萊杰特之死的報導如何損害心理健康通報〉（How the coverage of Sushant SinghRajput's death was a disservice to mental health reportage）而獲得了記者項目SIREN獎。安娜·艾薩克（Anna Isaac）發表於2021年5月14日的〈誰能活下去？ COVID-19 正在給印度醫生帶來道德困擾〉（Who gets to live? COVID-19 is causing moral distress among India's doctors），獲得了新德里紅十字國際委員會和金奈印度新聞學院頒發的一等獎。

## 著名人物
- 奇特拉·蘇布拉馬尼亞姆（英语：Chitra Subramaniam）：《印度教徒報》前編輯，因調查波佛斯醜聞（英语：Bofors scandal）而聞名[8]。她也是Republic TV的編輯顧問[9]。

## 外部連結
- 官方网站